# Zuzanna Kuligowska
Zuzanna Kuligowska (ur. 3 września 2002 w Bydgoszczy) – polska siatkarka, grająca na pozycji przyjmującej.
Jej mamą jest siatkarka Joanna Kuligowska. 
Jest absolwentką XI Liceum Ogólnokształcącego w Bydgoszczy.
Na mistrzostwach Europy U-22 w 2022 roku zajęła wraz z reprezentacją Polski 4. miejsce.

## Sukcesy klubowe
Mistrzostwa Polski Kadetek:
- 2019[8]
- 2017
- 2018

Mistrzostwa Polski Juniorek:
- 2019[9]

## Nagrody indywidualne
- 2019: Najlepsza przyjmująca Mistrzostw Polski Kadetek[10]